# 天神山城 (越中国)

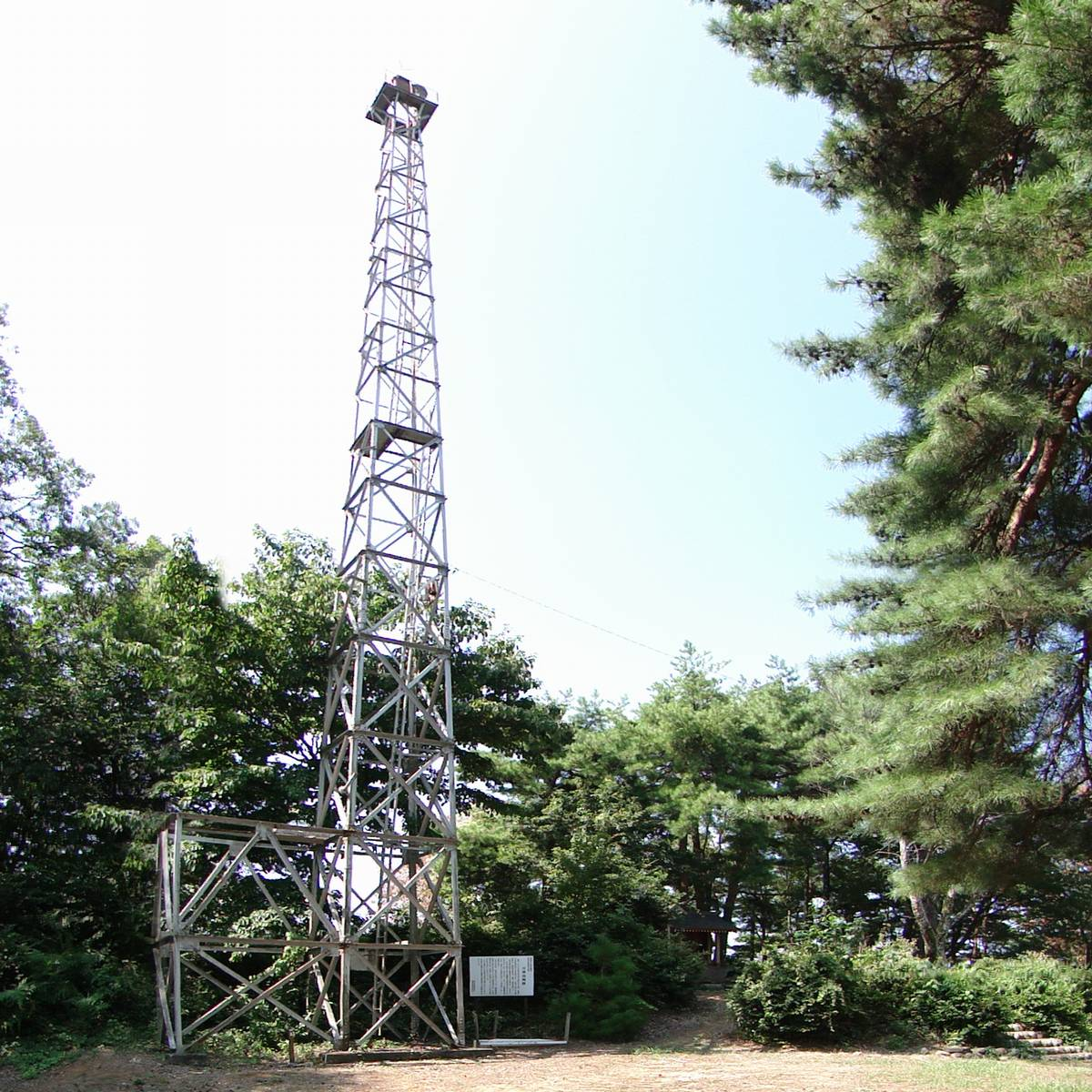
頂上部分、郭

天神山城（てんじんやまじょう）は、富山県魚津市天神山（別名・松尾山、標高163m）にあった日本の城（山城）。別名・萩城。頂上付近には人工的な平坦地があり容易に城跡と判別できる。魚津市指定史跡。とやま城郭カードNo.6。周辺には、魚津歴史民俗博物館、天神山温泉、新川学びの森天神山交流館などがある。

## 歴史
天神山の山頂部からは弥生土器が出土しているため、2世紀末の倭国大乱に関係する弥生時代の山城跡と考えられている。
天神山城は松倉城の支城として上杉氏によって1554年（天文23年）に築城とされる。城の範囲は現在の金太郎温泉近くまであったと推測される。安土桃山時代には、上杉謙信がここを越中攻めの拠点として長尾景直を城主として送り込んだ。1582年（天正10年）の魚津城の戦いの際には上杉景勝が入城した。
本能寺の変の後、賤ヶ岳の戦いで勝利した秀吉は富山の役にて佐々成政を降伏させ、成政には越中国のうち新川郡のみが安堵された。しかし実際には、成政自身は大坂に留め置かれたうえ、新川郡内にある白鳥城には前田利長の、天神山城にも上杉景勝の城将が、佐々の軍勢に備えるため引き続き置かれた。
佐々の肥後移封と関ヶ原の合戦後に前田氏が砺波・射水・婦負に加え、新川郡をも治めるようになると、前田家から青山佐渡守（青山吉次）・豊後守（長正）親子が城代として入城したが、のちに廃城となり、現在は片貝川に面した土塁や空堀などが残されている。

## 伝承
もと松尾山と呼ばれていたものが、
1493年（明応2年）室町幕府10代将軍、足利義材（よしき）―後に改名して義尹（よしただ）が都の乱を逃れて小川寺（おがわじ）の寺院・光学坊に二月ほど身を隠した際に菅公像（天神様）を残し、後に松尾山に祀られたので「天神山」と呼ばれるようになったと伝えられている。

## ギャラリー

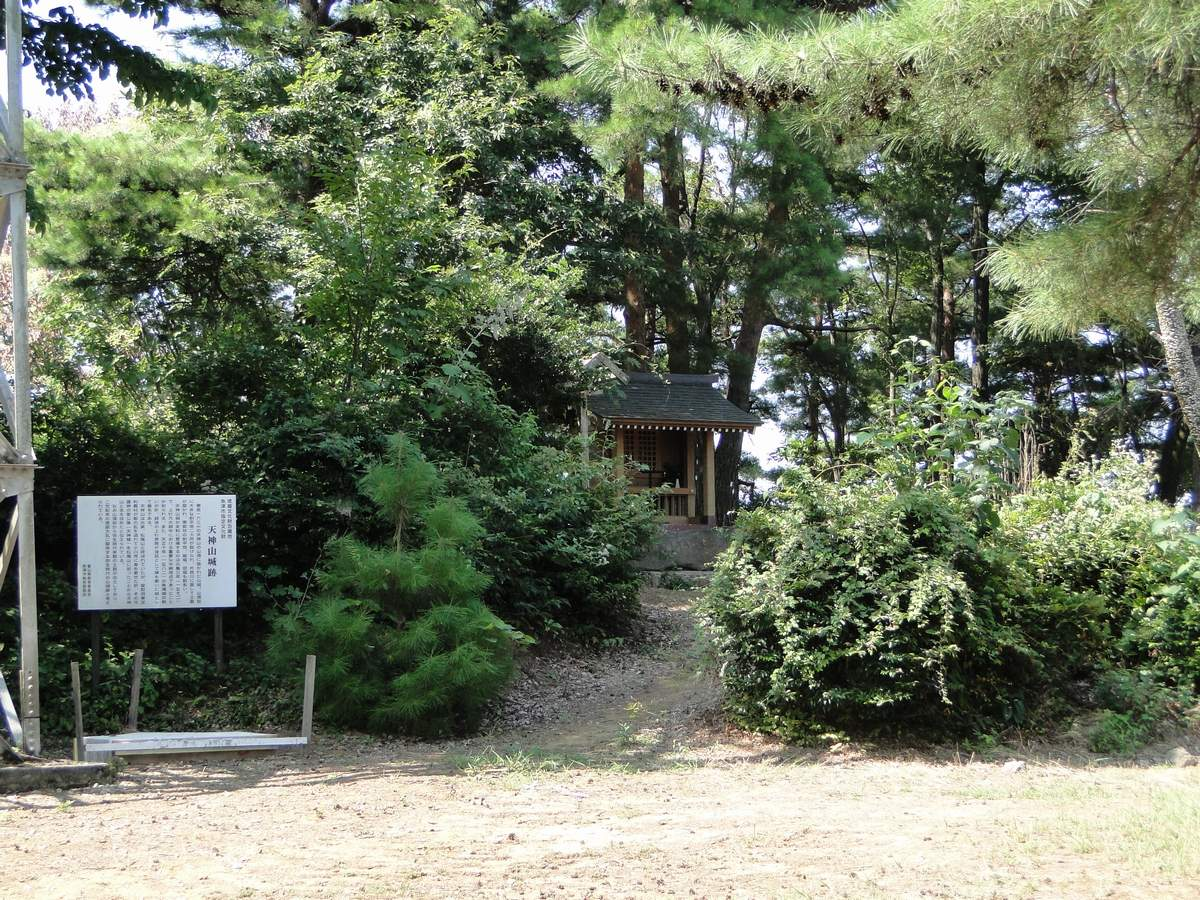
天神社と文化財解説表示
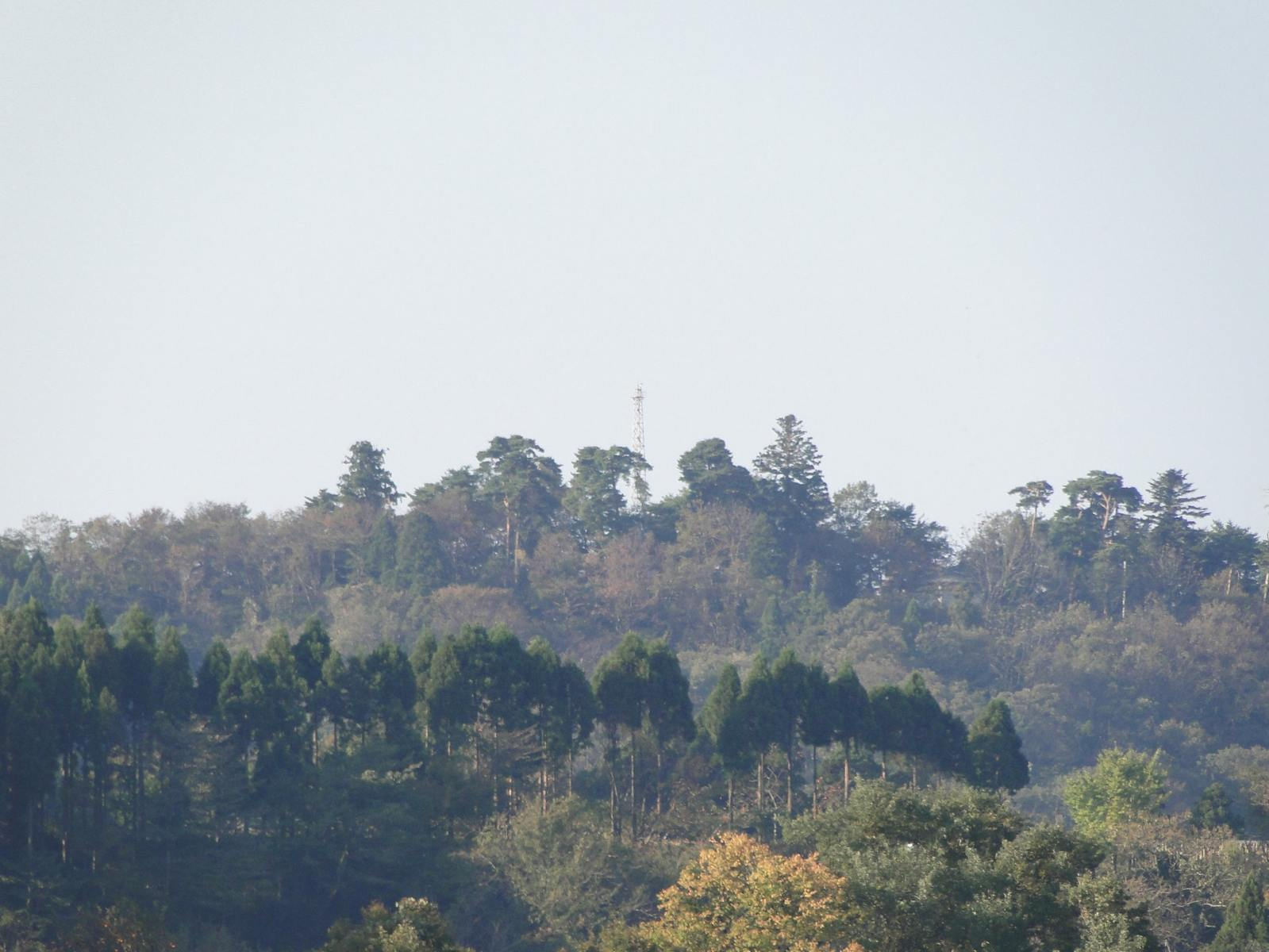
天神山城址山頂部　東側より
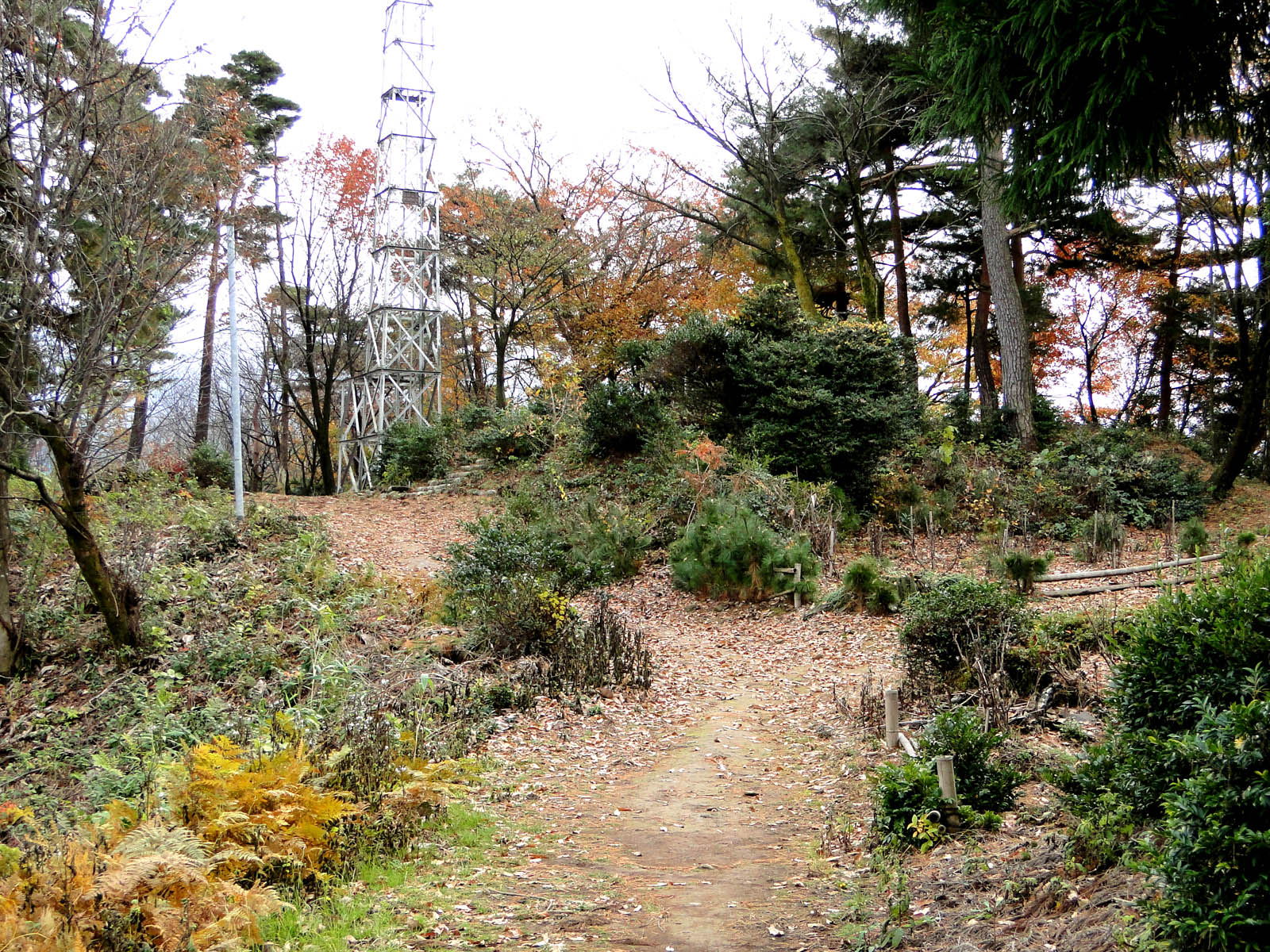
本丸の平坦部　灯台の鉄塔
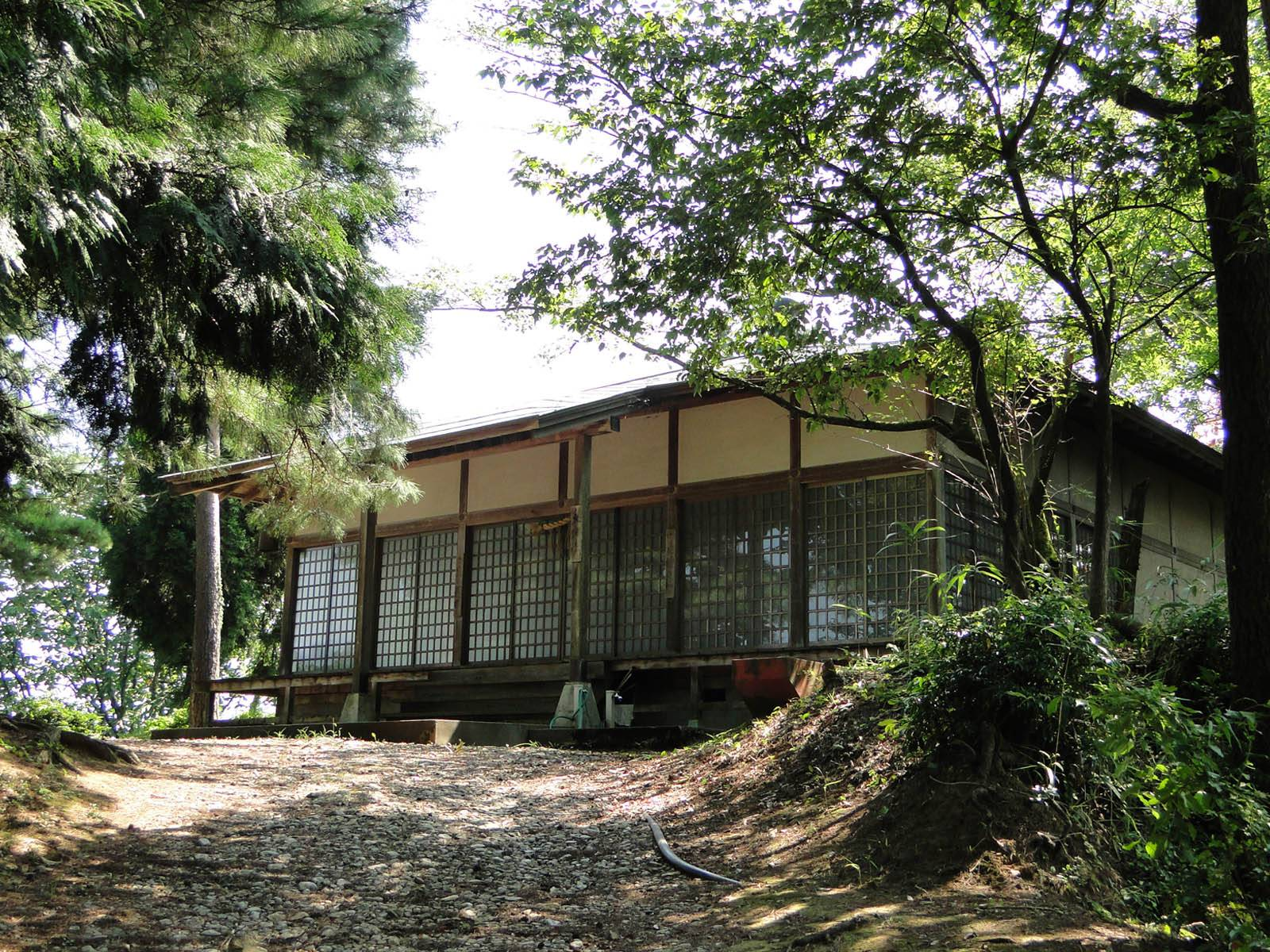
光学坊　天神山弘法大師堂
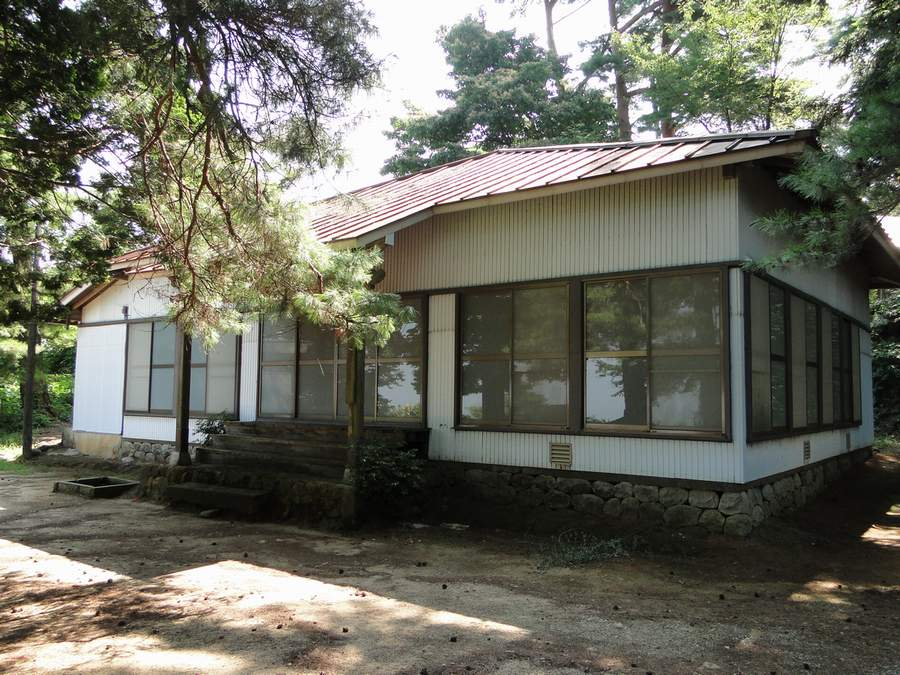
弘法大師教会場

## 遺構・復元施設
堀（空堀）や土塁などが一部残されている。
- 本丸跡・二の丸跡
- 櫓台
- 魚津市指定文化財「天神山城跡」石碑
- 天神社
- 天神山弘法大師堂
- 魚津歴史民俗博物館 - 天神山の中腹にあり、「天神山城絵図（天神山山頂之図）」など展示
- 旧沢崎家住宅
- 石仏群

## 交通
- あいの風とやま鉄道線魚津駅（富山地方鉄道本線新魚津駅）より約7km。自動車で約15分[8]。